# Rouget de Lisle (bière)
Pour les articles homonymes, voir Rouget de Lisle.
 (octobre 2020).
Si vous disposez d'ouvrages ou d'articles de référence ou si vous connaissez des sites web de qualité traitant du thème abordé ici, merci de compléter l'article en donnant les références utiles à sa vérifiabilité et en les liant à la section « Notes et références ».
La bière Rouget de Lisle est une bière artisanale française de la brasserie La Rouget de Lisle à Bletterans dans le Jura, baptisée du nom de Claude Joseph Rouget de Lisle, habitant du village et compositeur de La Marseillaise.

## Historique
En 1994, Bruno Mangin fait renaitre les brasseries artisanales en Franche-Comté qui comptait 83 brasseries au début du XXe siècle. Il installe sa brasserie sur un ancien domaine de Claude Joseph Rouget de Lisle (compositeur de La Marseillaise) à Bletterans.
La Rouget de Lisle est une bière de fermentation basse avec une forte identité régionale, produite à base d’orge maltée et de blé malté, de plantes et produits aromatiques de la région.
La fermentation est réalisée en cuve close aux environs de 14 °C durant 8 à 12 jours, puis la température des cuves est abaissée à 0 °C pendant un minimum de 21 jours.

## Brasserie
La bière BMSignature no 11 de la brasserie La Rouget de Lisle est récompensée d’une médaille d’argent au France Bière Challenge 2019.